# Giovanni Giustiniani Longo
Giovanni Giustiniani Longo (Génova, 1418 - Quíos, 1 de junio de 1453) fue un noble y militar de origen genovés que en 1453 dirigió las tropas que defendían Constantinopla en la batalla definitiva que supuso la caída de la ciudad en manos del Imperio otomano.

## Biografía
Nacido en una de las casas más poderosas de Génova (emparentada con los Doria), Giovanni Giustiniani Longo se dedicó desde su juventud a la piratería y a la defensa de los intereses de Génova en el Egeo en un momento en que el Imperio Otomano daba inicio a su poderío naval. De hecho se sabe que hacia la década de 1440 defendió Quíos (posesión genovesa) de una flota turca. Fue considerado por sus contemporáneos como uno de los mayores expertos en defensa de ciudades. Fue un fervoroso católico con una gran actividad política tanto en Génova como en Oriente, no en vano fue cónsul de Génova en Crimea, que entonces era una región bajo control mongol.
Cuando comenzó la batalla que supuso la caída de la ciudad de Constantinopla, el Emperador bizantino solicitó ayuda a Europa, pero en ese momento la cristiandad estaba sumida en el llamado Cisma de Occidente e hizo caso omiso. Sin embargo, Giovanni Giustiniani Longo reunió nada menos que 700 soldados y se presentó en Constantinopla el 29 de enero de 1453 para defenderla. En el ejército bizantino ostentaba el rango de Protostrator.
En principio la ciudad estaba abocada al fracaso, ya que el Imperio Otomano estaba utilizando la hasta ahora casi desconocida artillería pesada. Sin embargo, Constantino XI puso al mando de la defensa a Giovanni Giustiniani Longo por su famosa pericia en la defensa de ciudades. No obstante, los 8.000 hombres con los que contaba a su servicio fueron insuficientes para defender 22 kilómetros de muralla y enfrentarse a los 80.000 hombres que asediaban la ciudad.
Pese a las dificultades Giovanni prometió que defendería la ciudad hasta el final. Así, promulgó su más famosa frase refiriéndose a sus hombres: «Si es necesario moriremos por el honor de Dios y de toda la Cristiandad».

### Muerte
El 29 de mayo, los otomanos consiguieron penetrar en la ciudad. Durante la encarnizada lucha, un proyectil hirió a Giovanni Giustiniani Longo, que fue rescatado por sus hombres. Lo embarcaron en una galera y consiguió escapar, pero días más tarde pereció en la isla de Quíos a causa de las heridas. Su tumba en la Iglesia de Santo Domingo ha desaparecido (posiblemente a raíz de un terremoto en 1881), pero han pervivido numerosas descripciones de la misma.

### En la cultura popular
En la novela de Mika Waltari de 1952 "Johannes Angelos", traducida al español como "El sitio de Constantinopla" o también "El ángel sombrío" el autor traza un completo perfil de Giustiniani, a quien convierte en uno de los protagonistas de la obra que trata sobre los días finales de Constantinopla.